# Йованович, Джордже (футболист)
Джо́рдже Йова́нович (серб. Ђорђе Јовановић; 15 февраля 1999, Лепосавич, СРЮ) — сербский футболист, нападающий израильского клуба «Маккаби» (Хайфа) и сборной Сербии.

## Карьера
В молодости играл за команду «Космет» из родного города. Затем перешёл в «Партизан». В основном составе дебютировал 15 декабря 2016 года в матче против «Спартака». Йованович вышел на поле на 81-й минуте встречи, заменив бразильца Леонардо.
Выступал в ряде юношеских сборных Сербии.

## Достижения
«Партизан»
- Чемпион Сербии: 2016/17
- Обладатель Кубка Сербии: 2016/17